# Владиславовский район
Владиславовский райо́н (крымскотат. Oy Quyu rayonı, Ой Къую районы) — упразднённая административно-территориальная единица Крымской АССР, существовавшая с 1921 по 1924 год. Постановлением Крымревкома № 206 «Об изменении административных границ» от 8 января 1921 года была упразднена волостная система и, в числе 20 непоименованных районов в составе Феодосийского округа, в примерных границах бывшей Владиславской волости был образован Владиславовский район. На основании постановления ВЦИК РСФСР в 1923 году в Крыму (после ликвидации округов) были утверждены 15 районов, при этом к Владиславовскому был присоединён Ичкинский. Есть основания полагать, что в октябре 1924 года район был преобразован в Феодосийский.